# Métallophyte
Calaminaire

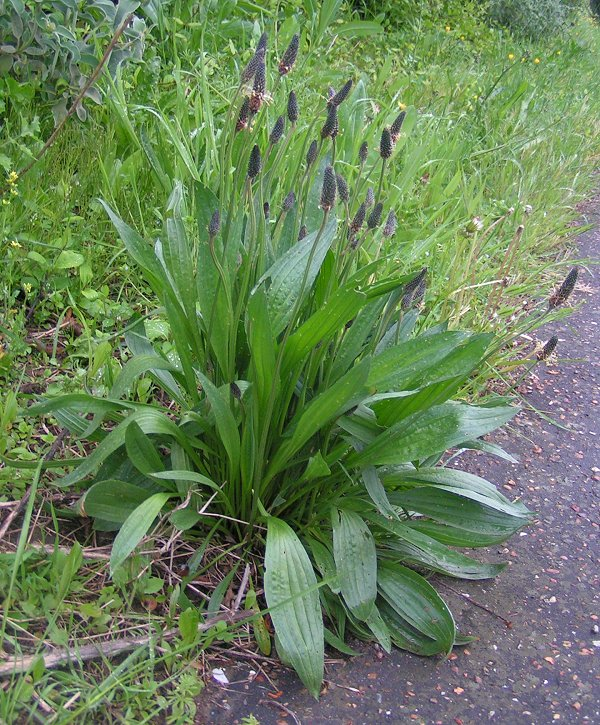
Menthe verte

Une métallophyte (métal, et φῠτό : plante) ou une calaminaire (terme provenant de la calamine) désigne une plante qui pousse sur un sol riche en métaux. Ces plantes sont des bioindicateurs de la présence d'un gîte métallifère. Cette méthode de prospection à partir de métallophytes se nomme d'ailleurs la prospection géobotanique. Les métallophytes sont également parfois utilisés en phytoremédiation, pour lutter contre la pollution des sols par les métaux lourds.
En Wallonie, seulement sept plantes vasculaires, un lichen et un bryophyte sont qualifiés de métallophytes.

## Exemples
- La renouée du Japon, la renouée des iles Sakhalines et leur hybride se développent sur les sols métallifères de leurs régions respectives. Introduites en Europe comme fourragères au Moyen Âge et comme ornementales au XVIIIe siècle, elles poussent sur les sols pollués en métaux lourds et en aluminium[2].

- La pensée calaminaire que l'on trouve sur les gisements de zinc.